# Наполнители в лакокрасочных материалах
Наполнители в лакокрасочных материалах  — преимущественно светлоокрашенные, в основном неорганические порошкообразные вещества, инертные по отношению к связующему и отличающиеся более низким коэффициентом отражения в сравнении с пигментами.
В отличие от белых пигментов, целью использования которых является достижение лучшей рассеивающей способности, наполнители позволяют достигать наиболее эффективного заполнения свободного пространства в покрытии. Благодаря этому наполнители влияют на ряд характеристик покрытия. Наполнители применяются для:
— упрочнения (армирования);

— улучшения механических характеристик покрытия;

— регулирования блеска покрытия;

— придания декоративных свойств;

— придания тиксотропности;
-   противодействия горючести;
— снижения стоимости лакокрасочного материала (ЛКМ).
Размер частиц наполнителей различен и обычно больше, чем у пигментов. По размерам частиц можно выделить следующие фракции:

— грубые: крупнее 250 мкм ;

— средние: 50-250 мкм;

— тонкие: 10-50 мкм;

— ультратонкие: менее 10 мкм.
Основными представителями наполнителей для лакокрасочных материалов являются:

— карбонаты(мел, микромрамор, доломит);

— диоксид кремния (кварцевая мука, белая сажа, кристобалит, аэросил, пирогенный диоксид кремния);

— силикаты (тальк, каолин, слюда, волластонит);

— сульфаты (бариты);
- гидроксиды (гидроксид алюминия. гидроксид магния).

Для свойств лакокрасочных покрытий важна форма частиц наполнителей. Карбонаты и бариты имеют изометрическую (сферическую) форму частиц, тальк и каолин — пластинчатую, слюда  — чешуйчатую, волластонит  — игольчатую. Так.слюда, каолин и тальк часто применяются в рецептурах антикоррозионных лакокрасочных материалов, с помощью различных марок пирогенного диоксида кремния производится эффективное матирование покрытий, а разложение гидроксидов алюминия и магния с выделением паров воды при нагревании, противодействует возгоранию. 